# Jasus frontalis
Jasus frontalis är en kräftdjursart som först beskrevs av H. Milne-Edwards 1837.  Jasus frontalis ingår i släktet Jasus och familjen Palinuridae. IUCN kategoriserar arten globalt som otillräckligt studerad. Inga underarter finns listade i Catalogue of Life.